# BR-010
De BR-010 is een federale snelweg in Brazilië. Het is een radiale weg en verbindt de hoofdstad Brasilia met Belém in de deelstaat Pará in het noorden van het land.
De weg is vernoemd naar de hoofdingenieur Bernardo Sayão, die tijdens de bouw van de snelweg overleed toen er een boom op zijn tent viel. De BR-010 wordt ook de Rodovia Transbrasiliana of Rodovia Belém-Brasília genoemd op het traject tussen de steden Estreito en Belém. Tussen Brasilia en Estreito heeft de weg vele ontbrekende en onverharde stukken, vooral in de deelstaat Tocantins. Tussen Brasilia en Estreito loopt de route over de snelwegen BR-060, BR-153 en BR-226.

## Lengte en deelstaten
De totale lengte van de snelweg is 1959 km en loopt door het Federaal District en vier deelstaten:
- Federaal District: 44,6 kilometer
- Goiás: 287,9 km
- Tocantins: 773,2 km
- Maranhão: 379,1 km
- Pará: 465,3 km

## Steden
Langs de route liggen de volgende steden:
- Brasilia
- Palmas
- Estreito
- Porto Franco
- Imperatriz
- Açailândia
- Paragominas
- Mãe do Rio
- São Miguel do Guamá
- Santa Maria do Pará
- Castanhal
- Santa Isabel do Pará
- Ananindeua
- Belém